# Fermijev paradoks
Fermijev paradoks, poimenovan po fiziku Enricu Fermiju, se nanaša na očitno nasprotje med visoko verjetnostjo obstoja zunajzemeljskih civilizacij, kot to nakazuje npr. Drakova enačba, in dejanskimi opažanji, ki do danes obstoja takšnih civilizacij še niso potrdila. Bistvene točke, ki sta jih v zvezi s tem izpostavila Fermi in Michael H. Hart, so naslednje:
- Sonce je tipična zvezda, v krajevni galaksiji Rimska cesta pa se nahaja več milijard takih zvezd, od katerih so mnoge veliko starejše od Zemlje.[2][3]
- Zelo verjetno je, da imajo nekatere zvezde Zemlji podobne planete, in če predpostavimo, da je Zemlja s svojimi ugodnimi pogoji tipičen planet, bi se lahko na njih razvile inteligentne oblike življenja.[4][5]
- Nekatere civilizacije bi lahko razvile tehnologijo za medzvezdno potovanje, za kar si prizadeva tudi naša civilizacija.
- Navkljub trenutnim zamislim o medzvezdnem potovanju, ki bi dosegale hitrosti komaj desetino svetlobne hitrosti, bi lahko krajevno Galaksijo v celoti prepotovali v času približno milijon let.[6]

Glede na zgoraj zapisano bi morala nezemeljska civilizacija do sedaj že obiskati Zemljo. Tako naj bi nekega dne Fermi med kosilom izjavil slavno vprašanje »Kje je kdo?«. Na osnovi Fermijevega paradoksa so postavili številne hipoteze, ki segajo od zanikanja nezemeljskega življenja, preko prekratke življenjske dobe neke civilizacije, zaradi česar neposreden stik praktično ni mogoč, pa do t. i. zoo hipoteze, po kateri nezemeljske civilizacije namenoma nočejo priti v stik s človeštvom, katerega so popolnoma izolirale iz galaktične skupnosti.